# Јамајка на Светском првенству у атлетици на отвореном 2022.
Јамајка је учествовала на 18. Светском првенству у атлетици на отвореном 2022. одржаном у Јуџину  од 15. до 25. јула осаммнаести пут, односно учествовала је на свим првенствима до данас. Јамајка је пријавила 60 учесника (28 мушкарца и 32 жена) који су се такмичили у 28 дисциплина (13 мушких, 14 женских и 1 мешовита).,
На овом првенству Јамајка је по броју освојених медаља заузела 3. место са 10 освојених медаља (2 златне, 7 сребрних и 1 бронзана). У табели успешности према броју и пласману такмичара који су учествовали у финалним такмичењима (првих 8 такмичара) Јамајка је са 22 учесника у финалу заузели 2. место са освојених 115 бодова.
| Плас. | Земља   | 1. место | 2. место | 3. место | 4. место | 5. место | 6. место | 7. место | 8. место | Бр. финал. | Бод. |
| ----- | ------- | -------- | -------- | -------- | -------- | -------- | -------- | -------- | -------- | ---------- | ---- |
| 2.    | Јамајка | 2        | 7        | 1        | 2        | 3        | 3        | 4        | 0        | 22         | 110  |

## Учесници
| Мушкарци: - Oblique Seville — 100 м, 4х100 м - Јохан Блејк — 100 м, 200 м, 4х100 м - Ackeem Blake — 100 м, 4х100 м - Рашид Двајер — 200 м - Аким Блумфилд — 200 м, 4х400 м - Кристофер Тејлор — 400 м, 4х400 м - Нејтон Ален — 400 м, 4х400 м - Џевон Пауел — 400 м, 4х400 м - Наваски Андерсон — 800 м - Хансл Парчмент — 110 м препоне - Рашид Броадбел — 110 м препоне - Орландо Бенет — 110 м препоне - Jaheel Hyde — 400 м препоне - Кемар Мават — 400 м препоне - Шон Роу — 400 м препоне - Ошајн Бејли — 4х100 м - Јелани Валкер — 4х100 м - Кемар Бејли Кол — 4х100 м - Конрој Џоунс — 4х100 м - Карајме Бартли — 4х400 м, 4х400 м (м+ж) - Ентони Кокс — 4х400 м - Демиш Геј — 4х400 м (м+ж) - Вејн Пинок — Скок удаљ - Таџеј Гејл — Скок удаљ - Џордан Скот — Троскок - Фредрик Дакре — Бацање диска - Травес Смикле — Бацање диска - Чад Рајт — Бацање диска | Жене: - Шели-Ен Фрејзер-Прајс — 100 м, 200 м, 4х100 м - Шерика Џексон — 100 м, 200 м, 4х400 м - Елејн Томпсон-Хера — 100 м, 200 м, 4х100 м - Кемба Нелсон — 100 м, 4х100 м - Стефани Ен Макферсон — 400 м, 4х400 м - Кендис Меклауд — 400 м, 4х400 м - Чароки Јанг — 400 м, 4х400 м - Natoya Goule — 800 м - Аделе Трејси — 800 м, 1.500 м - Крисан Гордон-Пауел — 800 м - Британи Андерсон — 100 м препоне - Данијела Вилијамс — 100 м препоне - Меган Тапер — 100 м препоне - Рушел Клејтон — 400 м препоне - Шиан Салмон — 400 м препоне - Џанијев Расел — 400 м препоне, 4х400 м - Брајана Вилијамс — 4х100 м - Наталија Вајт — 4х100 м - Ремона Берчел — 4х100 м - Стејси-Ен Вилијамс — 4х400 м, 4х400 м (м+ж) - Џунел Бромфилд — 4х400 м - Тифани Џејмс — 4х400 м, 4х400 м (м+ж) - Ронеиша Макгрегор — 4х400 м (м+ж) - Ламара Дистин — Скок увис - Кимберли Вилијамсон — Скок увис - Чанис Портер — Скок удаљ - Шаника Рикетс — Троскок - Кимберли Вилијамс — Троскок - Акелија Смит — Троскок - Даниел Томас-Дод — Бацање кугле - Lloydricia Cameron — Бацање кугле - Саманта Хол — Бацање диска |

## Освајачи медаља (10)

### Злато (2)
- Шели-Ен Фрејзер-Прајс — 100 м
- Шерика Џексон — 200 м

### сребро (7)
- Шели-Ен Фрејзер-Прајс — 200 м
- Шерика Џексон — 100 м
- Британи Андерсон — 100 м препоне
- Шаника Рикетс — Троскок
- Аким Блумфилд, Натон Ален, 
 Џевон Пауел, Кристофер Тејлор — штафета 4 х 400 м
- Кемба Нелсон, Елејн Томпсон-Хера, 
 Шели-Ен Фрејзер-Прајс, Шерика Џексон — штафета 4 х 100 м
- Кендис Меклауд, Џанијев Расел, 
 Стефани Ен Макферсон, Чароки Јанг — штафета 4 х 400 м

### Бронза (1)
- Елејн Томпсон-Хера — 100 м

## Резултати

### Мушкарци
| Атлетичар                                                                                         | Дисциплина    | Лични рекорд | Предтакмичење   | Предтакмичење | Квалификације         | Квалификације         | Полуфинале            | Полуфинале           | Финале                | Финале       | Детаљи |
| Атлетичар                                                                                         | Дисциплина    | Лични рекорд | Резултат        | Место         | Резултат              | Место                 | Резултат              | Место                | Резултат              | Место        | Детаљи |
| ------------------------------------------------------------------------------------------------- | ------------- | ------------ | --------------- | ------------- | --------------------- | --------------------- | --------------------- | -------------------- | --------------------- | ------------ | ------ |
| Oblique Seville                                                                                   | 100 м         | 9,86         | слободни        | слободни      | 9,93 КВ               | 1. у гр. 4            | 9,90 КВ               | 1. у гр. 3           | 9,97                  | 4 / 67 (71)  |        |
| Јохан Блејк                                                                                       | 100 м         | 9,69         | слободни        | слободни      | 10,04 (.035) КВ       | 2. у гр. 5            | 10,12 (.111)          | 4. у гр. 1           | Нису се квалификовали | 9 / 67 (71)  |        |
| Ackeem Blake                                                                                      | 100 м         | 9,93         | слободни        | слободни      | 10,15 КВ              | 2. у гр. 1            | 10,19 (.190)          | 4. у гр. 2           | Нису се квалификовали | 18 / 67 (71) |        |
| Рашид Двајер                                                                                      | 200 м         | 19,80        |                 |               | 20,29 (.288) КВ, ЛРС  | 2. у гр. 7            | 20,87                 | 8. у гр. 3           | Нису се квалификовали | 23 / 44 (49) |        |
| Јохан Блејк                                                                                       | 200 м         | 19,26        | 20,35 (.346) кв | 4. у гр. 5    | Није стартовао        | Није стартовао        | Није се квалификовао  | Није се квалификовао |                       |              |        |
| Аким Блумфилд                                                                                     | 200 м         | 19,81        | 20,56           | 5. у гр. 3    | Није се квалификовао  | Није се квалификовао  | Није се квалификовао  | 26 / 50 (53)         |                       |              |        |
| Кристофер Тејлор                                                                                  | 400 м         | 44,79        | 45,68 КВ        | 2. у гр. 2    | 44,97 кв, ЛРС         | 3. у гр. 1            | 45,30                 | 7 / 41               |                       |              |        |
| Нејтон Ален                                                                                       | 400 м         | 44,13        | 45,61 КВ        | 3. у гр. 5    | Није завршио трку     | Није завршио трку     | Није се квалификовао  | Није се квалификовао |                       |              |        |
| Џевон Пауел                                                                                       | 400 м         | 44,87        | 46,42           | 4. у гр. 3    | Нису се квалификовали | Нису се квалификовали | Нису се квалификовали | 28 / 41              |                       |              |        |
| Наваски Андерсон                                                                                  | 800 м         | 1:45,02 НР   | 1:48,37         | 6. у гр 3     | Нису се квалификовали | Нису се квалификовали | Нису се квалификовали | 33 / 42 (45)         |                       |              |        |
| Хансл Парчмент                                                                                    | 110 м препоне | 12,94        | 13,17 КВ        | 1. у гр. 4    | 13,02 КВ              | 1. у гр. 3            | Није стартовао        | Није стартовао       |                       |              |        |
| Рашид Броадбел                                                                                    | 110 м препоне | 13,10        | 13,36 КВ        | 2. у гр. 1    | 13,27                 | 3. у гр. 2            | Нису се квалификовали | 9 / 38 (40)          |                       |              |        |
| Орландо Бенет                                                                                     | 110 м препоне | 13,27        | 13,55 кв        | 5. у гр. 3    | 13,37 (.663)          | 6. у гр. 1            | Нису се квалификовали | 23 / 38 (40)         |                       |              |        |
| Jaheel Hyde                                                                                       | 400 м препоне | 48,18        | 50,03 КВ        | 3. у гр. 3    | 49,09 КВ              | 2. у гр. 1            | 48,03 ЛР              | 6 / 35 (37)          |                       |              |        |
| Кемар Мават                                                                                       | 400 м препоне | 48,49        | 49,44 КВ        | 2. у гр. 2    | 48,59                 | 4. у гр. 3            | Нису се квалификовали | 8 / 35 (37)          |                       |              |        |
| Шон Роу                                                                                           | 400 м препоне | 48,83        | 49,51 кв        | 6. у гр. 4    | 49,80                 | 8. у гр. 2            | Нису се квалификовали | 18 / 35 (37)         |                       |              |        |
| Ackeem Blake Јохан Блејк Oblique Seville Јелани Валкер Кемар Бејли Кол Конрој Џоунс Џавон Франсис | 4 х 100 м     | 36,84 НР     | 38,33 кв, НРС   | 5. у гр. 2    |                       |                       | 38,06 НРС             | 4 / 13 (16)          |                       |              |        |
| Аким Блумфилд Нејтон Ален Џевон Пауел Кристофер Тејлор Карајме Бартли Ентони Кокс                 | 4 х 400 м     | 2:56,75 НР   | 3:01,59 КВ, НРС | 3. у гр. 1    | 2:58,58 НРС           |                       |                       |                      |                       |              |        |
| Вејн Пинок                                                                                        | Скок удаљ     | 8,14         | 7,97 кв         | 7. у гр. А    | 7,88                  | 9 / 29 (32)           |                       |                      |                       |              |        |
| Таџеј Гејл                                                                                        | Скок удаљ     | 8,69 НР      | Без пласмана    | Без пласмана  | Није се квалификовао  | Није се квалификовао  |                       |                      |                       |              |        |
| Џордан Скот                                                                                       | Троскок       | 17,08        | 16,42           | 10. у гр. А   | Није се квалификовао  | 20 / 27 (29)          |                       |                      |                       |              |        |
| Фредрик Дакре                                                                                     | Бацање диска  | 70,78 НР     | 64,49 кв        | 4. у гр. Б    | 64,85                 | 9 / 29 (30)           |                       |                      |                       |              |        |
| Травес Смикле                                                                                     | Бацање диска  | 67,72        | 64,21 кв        | 7. у гр. А    | 62,23                 | 12 / 29 (30)          |                       |                      |                       |              |        |
| Чад Рајт                                                                                          | Бацање диска  | 66,54        | 60,31           | 12. у гр. А   | Није се квалификовао  | 25 / 29 (30)          |                       |                      |                       |              |        |

### Жене
| Атлетичарка | Дисциплина    | Лични рекорд | Квалификације   | Квалификације | Полуфинале            | Полуфинале            | Финале                 | Финале       | Детаљи |
| Атлетичарка | Дисциплина    | Лични рекорд | Резултат        | Место         | Резултат              | Место                 | Резултат               | Место        | Детаљи |
| --- | ------------- | ------------ | --------------- | ------------- | --------------------- | --------------------- | ---------------------- | ------------ | ------ |
| Шели-Ен Фрејзер-Прајс                                                                                            | 100 м         | 10,60        | 10,87 КВ        | 1. у гр. 2    | 10,93 КВ              | 1. у гр. 3            | 10,67 СРС, РСП         |              |        |
| Шерика Џексон | 100 м         | 10,76        | 11,02 КВ        | 1. у гр. 1    | 10,84 КВ              | 1. у гр. 1            | 10,73 ЛР               |              |        |
| Елејн Томпсон-Хера                                                                                               | 100 м         | 10,54 НР     | 11,15 КВ        | 1. у гр. 3    | 10,82 КВ              | 1. у гр. 2            | 10,81                  |              |        |
| Кемба Нелсон | 100 м         | 10,88        | 11,10 КВ        | 3. у гр. 4    | 11,25 (.242)          | 2. у гр. 1            | Није се квалификовала  | 19 / 49      |        |
| Шерика Џексон | 200 м         | 21,55        | 22,33 КВ        | 1. у гр. 1    | 21,67 КВ              | 1. у гр. 1            | 21,45 РСП, СРС, НР, ЛР |              |        |
| Шели-Ен Фрејзер-Прајс                                                                                            | 200 м         | 22,71        | 22,26 (.254) КВ | 2. у гр. 3    | 21,82 КВ, ЛРС         | 1. у гр. 3            | 21,81 ЛРС              |              |        |
| Елејн Томпсон-Хера                                                                                               | 200 м         | 22,55        | 22,41 КВ        | 2. у гр. 2    | 21,97 кв              | 8. у гр. 1            | 22,39                  | 7 / 44 (45)  |        |
| Стефани Ен Макферсон                                                                                             | 400 м         | 49,34        | 50,15 КВ, ЛРС   | 1. у гр. 2    | 50,56 кв              | 3. у гр. 2            | 50,36                  | 5 / 43       |        |
| Кендис Меклауд                                                                                                   | 400 м         | 49,51        | 50,76 (.755) КВ | 2. у гр. 6    | 50,05 КВ, ЛРС         | 2. у гр. 1            | 50,78                  | 7 / 43       |        |
| Чароки Јанг | 400 м         | 49,87        | 51,84 кв        | 4. у гр. 3    | 51,41                 | 5. у гр. 3            | Није се квалификовала  | 16 / 43      |        |
| Natoya Goule | 800 м         | 1:56,15 НР   | 2:00,06 КВ      | 1. у гр. 6    | 1:58,73 кв            | 2. у гр. 2            | 1:57,90 ЛРС            | 5 / 45       |        |
| Аделе Трејси | 800 м         | 1:59,50      | 1:59,20 КВ, ЛР  | 3. у гр. 1    | 2:00,21               | 3. у гр. 1            | Није се квалификовала  | 12 / 45      |        |
| Крисан Гордон-Пауел                                                                                              | 800 м         | 1:59,52      | 2:01,91         | 5. у гр. 5    | Није се квалификовала | Није се квалификовала | Није се квалификовала  | 26 / 45      |        |
| Аделе Трејси | 1.500 м       | 4:02,55      | 4:05,14 КВ      | 6. у гр. 2    | 4:06,96               | 8. у гр. 2            | Није се квалификовала  | 18 / 42      |        |
| Британи Андерсон                                                                                                 | 100 м препоне | 12,40        | 12,59 КВ        | 1. у гр. 1    | 12,31 КВ, НР, ЛР      | 1. у гр. 3            | 12,23 (.224)           |              |        |
| Данијела Вилијамс                                                                                                | 100 м препоне | 12,32 НР     | 12,87 КВ        | 2. у гр. 3    | 12,62 (.620) кв       | 2. у гр. 3            | 12,44                  | 6 / 38 (42)  |        |
| Меган Тапер | 100 м препоне | 12,53        | 12,73 КВ        | 2. у гр. 5    | 12,52 ЛР              | 3. у гр. 2            | Није се квалификовала  | 9 / 38 (42)  |        |
| Рушел Клејтон | 400 м препоне | 53,74        | 54,99 КВ        | 4. у гр. 5    | 53,63 КВ, ЛР          | 1. у гр. 2            | 54,36                  | 6 / 36 (37)  |        |
| Шиан Салмон | 400 м препоне | 53,82        | 54,91 КВ        | 2. у гр. 4    | 54,16                 | 3. у гр. 3            | Нису се квалификовале  | 8 / 36 (37)  |        |
| Џанијев Расел | 400 м препоне | 53,08        | 54,52 КВ        | 1. у гр. 2    | 54,66                 | 3. у гр. 3            | Нису се квалификовале  | 14 / 36 (37) |        |
| Кемба Нелсон Елејн Томпсон-Хера Шели-Ен Фрејзер-Прајс Шерика Џексон Брајана Вилијамс Наталија Вајт Ремона Берчел | 4 х 100 м     | 41,02 НР     | 42,37 КВ, НРС   | 2. у гр. 1    |                       |                       | 41,18 НРС              |              |        |
| Кендис Меклауд Џанијев Расел Стефани Ен Макферсон Тифани Џејмс Чароки Јанг Стејси-Ен Вилијамс Џунел Бромфилд     | 4 х 400 м     | 3:18,71 НР   | 3:24,23 КВ, СРС | 1. у гр. 2    | 3:20,74 НРС           |                       |                        |              |        |
| Ламара Дистин | Скок увис     | 1,97 НР      | 1,90 кв         | 5. гр. А      | 1,93                  | 9 / 29 (30)           |                        |              |        |
| Кимберли Вилијамсон                                                                                              | Скок увис     | 1,93         | 1,90 кв         | 6. гр. Б      | 1,89                  | 11 / 29 (30)          |                        |              |        |
| Чанис Портер | Скок удаљ     | 6,77         | 6,29            | 11. у гр. А   | Није се квалификовала | 23 / 25 (28)          |                        |              |        |
| Шаника Рикетс | Троскок       | 14,98        | 14,45 КВ        | 3. у гр. А    | 14,89 ЛРС             |                       |                        |              |        |
| Кимберли Вилијамс                                                                                                | Троскок       | 14,69        | 14,27 кв        | 4. угр. Б     | 14,29                 | 7 / 28                |                        |              |        |
| Акелија Смит | Троскок       | 14,08        | 14,36 кв, ЛР    | 6. угр. А     | 13,90                 | 12 / 28               |                        |              |        |
| Даниел Томас-Дод                                                                                                 | Бацање кугле  | 19,55 НР     | 19,09 КВ        | 4. у гр. Б    | 18,29                 | 10 / 29               |                        |              |        |
| Lloydricia Cameron                                                                                               | Бацање кугле  | 18,33        | 17,65           | 9. угр. А     | Нису се квалификовале | 18 / 29               |                        |              |        |
| Саманта Хол | Бацање диска  | 62,94        | 56,99           | 14. у гр. Б   | Нису се квалификовале | 27 / 30               |                        |              |        |

### Мешовито
| Атлетичари                                                                                     | Дисциплина | Лични рекорд | Квалификације  | Квалификације | Полуфинале | Полуфинале | Финале      | Финале      | Детаљи |
| Атлетичари                                                                                     | Дисциплина | Лични рекорд | Резултат       | Место         | Резултат   | Место      | Резултат    | Место       | Детаљи |
| ---------------------------------------------------------------------------------------------- | ---------- | ------------ | -------------- | ------------- | ---------- | ---------- | ----------- | ----------- | ------ |
| Демиш Геј (м) Тифани Џејмс (ж) Карајме Бартли (м) Стејси-Ен Вилијамс (ж) Ронеиша Макгрегор (ж) | 4 х 400 м  | 3:11,76 НР   | 3:13,95 КВ,НРС | 3. у гр. 2    |            |            | 3:12,71 НРС | 5 / 15 (16) |        |